# Coelotes motobuensis
Coelotes motobuensis là một loài nhện trong họ Amaurobiidae.
Loài này thuộc chi Coelotes. Coelotes motobuensis được miêu tả năm 2000 bởi Shimojana.